# Rhodotorula graminis
Rhodotorula graminis är en svampart som beskrevs av Di Menna 1958. Rhodotorula graminis ingår i släktet Rhodotorula, ordningen Sporidiobolales, klassen Microbotryomycetes, divisionen basidiesvampar och riket svampar.   Inga underarter finns listade i Catalogue of Life.